# Elimaea modiglianii
Elimaea modiglianii är en insektsart som beskrevs av Sigfrid Ingrisch 1998. Elimaea modiglianii ingår i släktet Elimaea och familjen vårtbitare. Inga underarter finns listade i Catalogue of Life.